# 東北鉄道鉱業線
東北鉄道鉱業線（とうほくてつどうこうぎょうせん）は、かつて岩手県で建設が計画された鉄道路線（未成線）である。

## 路線データ
- 延長哩程：84哩36鎖
- 軌間：1067mm
- 動力：蒸気
- 建設資金：1,000万円
- 区間：岩手県二戸郡小鳥谷村 - 下閉伊郡小本村、下閉伊郡大川村 - 同郡茂市村

## 沿革
岩手県下閉伊郡小川村（現・岩泉町）に存在した小川鉱山からの石炭の運搬を目的とした鉄道として計画された。路線は東北本線（現・IGRいわて銀河鉄道）小鳥谷駅から小川鉱山、さらにそこから南東に進み太平洋に面する茂師港と現在の宮古市の茂市までを結ぶ計画であった。旅客列車の運行も計画されていた。
東北鉄道鉱業株式会社を1921年（大正10年）5月27日に設立、本社東京市麹町区、取締役会長前田利定、専務取締役山本源太（横浜電気鉄道専務取締役）、取締役松浦五兵衛、前田利乗（前田利定の弟）、小野金六、松平健雄（東京、弟は子爵松平保男）、大矢馬太郎（盛岡市、盛岡市長、多額納税者）、鈴木巌（岩手郡浅岸村、衆議院議員、子は鈴木彦次郎）、上館市太郎（下閉伊郡小川村、県会議員）であった。
1926年（大正15年）11月4日、小鳥谷駅前で起工式が行われ建設工事が開始されたが、資金難により建設は中断され、その後会社は石炭、粘土の採掘販売を始めた。1936年（昭和11年）2月に岩手炭礦鉄道に社名変更すると経営者も高野孫左衛門 (16代目) に変わった。実際は上田辰卯、田中道明らの株買占めによる会社乗っ取りであった、1937年（昭和12年）ラサ工業へ小川鉱山売却の交渉をしたが炭質不良のため断られた。
1943年（昭和18年）4月より事業設備一切を日鉄鉱業へ賃貸した。会社の事業は耐火粘土生産で石炭は自家用程度であった。耐火粘土は門より和井内までは索道で茂市までは貨物自動車で運搬していた。戦後自主営業に復したが粘土輸送用の鉄道を計画していた。1954年（昭和29年）会社は不況のため倒産する。
- 1922年（大正11年）5月30日 - 東北鉄道株式会社発起人小長井幸太郎[18][19]他44人に対し鉄道免許状下付[20]
- 1922年（大正11年）9月28日 - 鉄道敷設権を東北鉄道鉱業株式会社に譲渡（許可）[21]
- 1925年（大正14年）8月26日 - 小鳥谷 - 葛巻間工事施工認可[22]
- 1927年（昭和2年）9月7日 - 指定期限まで工事施工認可申請を為さざるため小鳥谷 - 門間を除き鉄道免許失効（官報掲載）[23]
- 1928年（昭和3年）3月9日 - 葛巻 - 門間工事施工認可[22]
- 1933年（昭和8年）10月 - 大沢地区で石炭の採掘、販売を開始[24]
- 1936年（昭和11年）2月5日 - 岩手炭鉱鉄道株式会社に名称変更（登記）[25]
- 1938年（昭和13年）6月 - 粘土の採掘、販売を開始[24]
- 1941年（昭和16年）7月23日 - 小鳥谷 - 門間の鉄道免許取消（官報掲載）[26]
- 1948年（昭和23年）3月 - 岩手窯業鉱山へ改称[24]
- 1954年（昭和29年） - 鉄鋼不況により受注激減。倒産[24]

その後粘土の大口需要者の出資により日本粘土鉱業を設立し、岩手窯業鉱山の鉱業権その他を買収し採掘を再開した。なおここの鉱山軌道は鉄道ファンに知られており、写真集も出版されている。平成7年に廃止。

## 駅一覧
小鳥谷 - 姉帯 - 冬部 - 小田 - 葛巻 - 小平沢 - 五日市 - 荒沢口 - 横道 - 門 - 袰綿 -  落合 -  岩泉 - 袰野 - 小本 - 茂師港
落合 - 大川 - 和井内 - 刈屋 - 茂市
- 「岩手炭礦鉄道　小島谷門間工事竣功期限延期願却下並免許取消ノ件」41頁『第一門・監督・三、地方鉄道・ヘ、却下・巻二十一・昭和十六年』（国立公文書館デジタルアーカイブ で画像閲覧可）